# التغيير الديمقراطي
التغيير الديمقراطي (بالإسبانية: Cambio Democrático)‏ هو حزب سياسي بنمي، أسس في 20 مايو 1998، يقع مقره في مدينة بنما، وقد تم تأسيسه بواسطة ريكاردو مارتينيلي.

## أعضاء بارزون
- كود سباركل
- تحديث القائمة

- ريكاردو مارتينيلي
- Rómulo Roux
- خوسيه دومينغو أرياس
- Roxana Méndez